# اکثریت (فیلم)
«اکثریت» (ترکی استانبولی: Çoğunluk) فیلمی در ژانر درام است که در سال ۲۰۱۰ منتشر شد. از بازیگران آن می‌توان به ارکان جان اشاره کرد.